# Gabriele Metzger

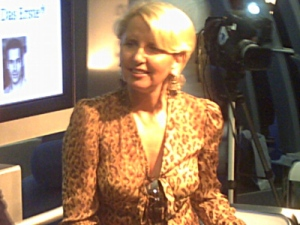
Gabriele Metzger

Gabriele Metzger (Heidelberg, 9 oktober 1961) is een Duitse actrice.
Nadat ze haar diploma behaalde aan de Adolf-Reichwein Gymnasium in Heusenstamm volgde Metzger tussen 1978 en 1985 een opleiding Theaterwetenschappen. Later volgde privélessen in acteren, dans en muziek en werd ze gevraagd als assistent-regisseur bij Schauspiel Frankfurt. Tussen 1980 en 1990 was ze in verschillende toneelstukken te zien zoals Brecht-Revue en Die Blume von Nagasaki. In het Fritz-Rémond-Theater in Frankfurt was te zien in de toneelstukken Die lange Nacht der Detektive, Alte Oper Frankfurt en Der gelbe Klang. 
Als journaliste ging Gabriele aan de slag voor dagblad Frankfurter Rundschau. Haar droom was eigenlijk om regisseur te worden. Sinds de eerste aflevering, in 1995, is Metzger te zien als Charlotte Schneider in de dagelijkse ARD-soapserie Verbotene Liebe. In 1998 besloot ze haar rol als Charlotte een terugkerende rol in de serie te geven. 
Naast haar rol in Verbotene Liebe was Gabriele ook te zien in Ein Fall für zwei en Auf eigene Gefahr.

## Filmografie
- 1994: Der Havelkaiser
- 1994: Elbflorenz
- 1994: Sylter Geschichten
- 1995: Der Clan der Anna Voss
- 1995: Mutter mit 18
- 1995–2015: Verbotene Liebe
- 1997: Auf eigene Gefahr
- 1999: Dr. Sommerfeld – Neues vom Bülowbogen
- 2005–2007: Verliebt in Berlin
- 2007: Herzog
- 2020–2021: Verbotene Liebe – Next Generation